# Кахановская комиссия
Каха́новская комиссия — особая комиссия для составления проектов местного управления под председательством статс-секретаря М. С. Каханова, по докладам министра внутренних дел графа Н. П. Игнатьева, работавшая с 1881 по 1885 год.
Кахановская комиссия была высочайше учреждена от 4 сентября и 20 октября 1881 года, взамен существовавшей при министерстве внутренних дел с 1859 года комиссии о губернских и уездных учреждениях.
В состав комиссии вошли ревизовавшие сенаторы (M. E. Ковалевский, С. А. Мордвинов, А. А. Половцев и И. И. Шамшин) и представители министерств (большею частью товарищи министров). В качестве «сведущих людей» приглашено было 15 лиц из числа губернаторов, губернских и уездных предводителей дворянства и председателей губернских и уездных земских управ.
Комиссия должна была выработать законопроекты о преобразовании губернских и уездных административных учреждений, а также о соответственном изменении учреждений земских, городских и крестьянских. Целью преобразовательной работы поставлено было: объединение всех административных учреждений; уменьшение числа отдельных учреждений и присутствий; сокращение стеснительных формальностей; усиление разрешающей на месте власти; установление живой связи между администрацией и общественным управлением, а также точное разграничение их прав и обязанностей с определением ответственности земства.
Комиссия предлагала организовать сельское общество как мельчайшую государственно-общественную единицу и расширить личный состав его, отчасти узаконяя, отчасти допуская вступление в его среду лиц некрестьянского сословия. Волостное самоуправление она предполагала совершенно упразднить, обратив волость в территориальную административную единицу, обнимающую по образцу стана или мирового участка все население данной местности и лишённую права самоуправления и самообложения; во главе волости должен был стоять «волостель», назначаемый уездным земским собранием. Эти предположения подверглись резкой критике со стороны «местных деятелей», стоявших за сохранение крестьянского сельского общества и крестьянской волости, но требовавших установления над ними «властной руки».
Кахановская комиссия ещё до окончания своих работ была закрыта 1 мая 1885 года. Министерство внутренних дел взяло разработку реформы в свои руки и, отказавшись от общего преобразования всего местного управления, выработало законопроекты, послужившие основой для положения о земских начальниках, а также для положений земского 1890 года и городского 1892 года.
Создание Кахановской комиссии было попыткой завершить и объединить реформы Александра II 60-70-х годов.